# Récolter maintenant, déchiffrer plus tard
 (janvier 2025).
Récolter maintenant, décrypter plus tard, plus connue sous sa dénomination anglaise « harvest now, decrypt later », est une stratégie de surveillance qui se base sur l'acquisition et le stockage à long terme de données chiffrées actuellement illisibles en attendant d'éventuelles avancées dans la technologie de déchiffrement qui les rendraient lisibles dans le futur, une date hypothétique appelée Y2Q (une référence à Y2K) ou Q-Day,.
La préoccupation la plus courante est la perspective de développements dans le domaine de l'informatique quantique qui permettraient de casser à un moment donné dans le futur les algorithmes de chiffrement puissants actuels, ce qui permettrait de décrypter tout matériel stocké qui a été chiffré à l’aide de ces algorithmes. Cependant, l’amélioration des capacités de déchiffrement ne repose pas obligatoirement sur une avancée en cryptographie quantique ; toute autre méthode d’attaque permettant de déchiffrer les données serait tout aussi efficace.
L'existence de cette stratégie a suscité des inquiétudes quant à la nécessité de déployer rapidement la cryptographie post-quantique, même si aucune attaque quantique pratique n'existe encore. Certaines données stockées aujourd'hui peuvent rester sensibles même dans les décennies à venir,,. Le gouvernement fédéral américain propose  depuis 2022 une feuille de route pour que les organisations commencent à migrer vers des algorithmes résistants à la cryptographie quantique afin d'atténuer ces menaces,.Le 16 janvier 2025, avant la fin du mandat, Joe Biden a publié le décret exécutif n°14144, exigeant officiellement que les départements gouvernementaux commencent la transition vers la cryptographie post-quantique dans un délai déterminé (variant entre 60 et 270 jours). Certains départements de la Défense doivent finaliser cette transition avant le 2 janvier 2030.